# Tulipa regelii
Tulipa regelii (укр. Тюльпан Регеля) — багаторічна рослина роду тюльпан родини лілійних.

## Історія

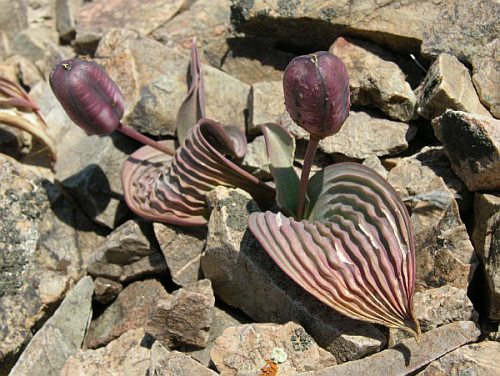
Тюльпан Регеля поблизу Хантау

У 1887 році вид був описаний російським ботаніка-географом Андрієм Миколайовичем Красновим, який в 1886 році обстежив Чу-Ілійські гори, і знайшов цю рослину в урочищі Анрахай. Вид названий на честь Едуарда Людвіговича Регеля, директора Петербурзького ботанічного саду, автора ботанічних описів багатьох видів середньоазійських тюльпанів.

## Опис
Геофіт. Цибулина яйцеподібна, 1,5-3 см в діаметрі, вкрита темно-бурою шкірястою оболонкою, з внутрішньої сторони коротковолосистою. Стебло голе, дуже коротке, міцне, не полягає. Висота рослини 4-12 см. Лист зазвичай один, довгастий, рідше — овальний, голий, сизий, часто з коричневим відтінком, зверху з довгастими звивистими, гребенеподібними виростами, обіймає стебло, значно перевищує квітку, широколанцетний, до 11 см завдовжки і 4 см завширшки. Квітка одиночна, прямостояча, до 3 см завдовжки, слабо, але приємно пахне. Листочки оцвітини зсередини білі або трохи рожевуваті з чітко відмежовані жовтою плямою, гоструваті, зовнішні по спинці світло-фіолетові, ланцетні. Тичинки майже в 2 рази коротше оцвітини. Тичинкові нитки опушені, жовті. Пильовики, лінійно-довгасті, 5 — 6 мм завдовжки, жовті. Зав'язь трохи коротше тичинок, з коротким стовпчиком.
Збільшення кількості квіток і листків, що спостерігалося З. П. Бочанцевою при культивуванні, в природі також нерідко зустрічається — з майже 2000 особин цього виду, досліджених в різні роки 1,8 % мали по 2, рідше по 3 листка і 2 або 3 квітки. Плід — коробочка, 1,5-3,2 см завдовжки і до 1,8 см завширшки. Число нормально розвинених насінин до 180. Розмноження насіннєве, дуже рідко — вегетативне.
Відрізняється дуже ранньою вегетацією. Цвіте з кінця березня до середини квітня, плодоносить в кінці травня — червні.

## Екологія
Зростає на червоноколірних глинах і скелястих, щебнистих схилах південної експозиції, осипах і майданчиках на висоті від 800 до 1100 м над рівнем моря.

## Поширення
Тюльпан Регеля — ендемічна рослина Середньої Азії. У дикому вигляді росте тільки у Казахстані. Зустрічається лише в Чу-Ілійських горах, Джунгарському Алатау (східна частина Алматинської і західна Жамбильської областей).

## Охоронні заходи
Вид перебував у Червоній книзі СРСР. Наразі занесений до Червоної книги Казахстану. Охоронюваних територій в межах ареалу немає.
Зустрічається невеликими групами, розсіяно.
До основних лімітуючих факторів належать: сувора приуроченість до специфічного екотопу — вкрай посушливого з високою температурою повітря і ґрунту; використання території ареалу під відгінне тваринництво, що скорочує можливість збільшення чисельності особин.

## Культивування
У культурі вид слабо стійкий. Інтродукований в ботанічних садах Москви, Санкт-Петербурга, Ташкента, Алмати та інших міст. Зростає на сухих, добре освітлених місцях. У відкритому ґрунті недовговічний, гине через 2-3 роки. В Алмати перенесені цибулинами особини цвіли протягом 3-4 років, потім вегетували без утворення генеративного пагона не менше 10 років.

## Використання
Дуже цінний вид для альпінаріїв. У селекції не використовується. В експерименті В. В. Вороніна (1987) зі схрещування тюльпанів Альберта і Грейга з цим видом було отримано несхоже насіння. При використанні тюльпана Грейга як материнської рослини отримано схоже насіння, але сіянці розвивалися дуже повільно і випали в наступні роки.